# Silici amorf
El silici amorf, (abreujat a-Si, del nom en anglès Amorphous silicon), és la forma no cristal·lina del silici generalment hidrogenat o fluorat. S'utilitza per a cel·les solars i transistors de pel·lícula fina en pantalles de cristall líquid.
S'utilitza com material semiconductor per a cel·les solars a-Si o cèl·lules solars de silici fi, es diposita a pel·lícula prima en una varietat de substrats flexibles, com ara vidre, metall i plàstic. Les cèl·lules de silici amorf presenten generalment una baixa eficiència, però són una de les tecnologies més respectuoses amb el medi ambient, ja que no utilitzen cap metall tòxic com el cadmi o el plom.
Com a tecnologia de segona generació de film prim en cel·les solars (thin-film solar cell), el silici amorf es va pensar que es convertiria en un dels principals contribuents en el mercat fotovoltaic mundial, però ha perdut la seva importància a causa de la forta competència de les cel·les convencionals de silici cristal·lí i d'altres tecnologies de pel·lícules primes com la de tel·luri de cadmi fotovoltaic (CdTe) i CIGS.
El silici amorf difereix d'altres variacions al·lotròpiques, com el silici monocristal·lí -un únic cristall- i el silici policristal·lí, que consisteix en grans petits, també coneguts com a cristal·lita. A més, el silici amorf també ofereix algunes capacitats úniques per a una varietat d'altres aplicacions electròniques.

## Descripció
El silici és un àtom amb quatre quadrats coordinats que normalment és tetraedre enllaçat als quatre àtoms de silici veïns. En el silici cristal·lí (c-Si), aquesta estructura tetraèdrica continua per sobre d'un ampli rang, formant així una xarxa de cristall ben ordenada.
En el silici amorf aquest ordre de llarg abast no està present. Al contrari, els àtoms formen una xarxa aleatòria contínua. A més, no tots els àtoms dins del silici amorf són quatre vegades coordinats. A causa de la naturalesa desordenada del material, alguns àtoms tenen un enllaç doblat. Físicament, aquests ponts penjants representen defectes en la xarxa aleatòria contínua i poden causar un comportament elèctric anòmal.
El material pot ser passivat per hidrogen, que s'uneix als enllaços penjants i pot reduir la densitat de bons penjant per diversos ordres de magnitud. El silici amorf hidrogenat (a-Si:H) té una quantitat prou baixa de defectes que permet ser utilitzat dins de dispositius com les cèl·lules solars fotovoltaiques, particularment en el règim de creixement protocristal·lí. No obstant això, la hidrogenació s'associa amb la degradació induïda per la llum del material, anomenada efecte Staebler-Wronski.

Esquema de les formes al·lotròpiques del silici

## Silici amorf i carboni
Els al·liatges de silici amorf i carboni també hidrogenat (a-Si1−xCx:H), són una variant interessant. La introducció d'àtoms de carboni afegeix graus addicionals de llibertat per al control de les propietats del material. La pel·lícula també es pot fer transparent a la llum visible.

## Propietats
La densitatdel silici amorf s'ha calculat com de 4.90×1022 àtom/cm³ (2.285 g/cm³) a 300 K. Aquesta densitat és 1.8±0.1% menys densa que el silici cristal·lí a 300 K. El silici és un dels pocs elements que s'expandeix al refredar-se i té una densitat inferior com a sòlid que com a líquid.

## Grups de recerca
- «Capes fines i enginyeria de superfícies».   Universitat de Barcelona. Arxivat de l'original el 2018-07-12. [Consulta: 12 juliol 2018].
- «Amorphous Silicon Devices group».   University of Waterloo (Canadà).